# Hadjina ferruginea
Hadjina ferruginea är en fjärilsart som beskrevs av George Francis Hampson 1909. Hadjina ferruginea ingår i släktet Hadjina och familjen nattflyn. Inga underarter finns listade i Catalogue of Life.